# Giuseppe Veronese
Giuseppe Veronese  (7 de mayo de 1854 - 17 de julio de 1917) fue un matemático italiano, especializado en geometría.

## Semblanza
Era hijo de Giovanni Antonio Veronese y de M. Elisabetta Ottavia Duse. Su padre era pintor-decorador, y desde bien niño, Veronese sintió una fuerte inclinación por la pintura, pero renunció al arte por la modesta situación económica de la familia, la oposición de su padre y por la carencia de escuelas artísticas en su ciudad natal. Estudió en el Politécnico de Zúrich donde recibió la influencia de Wilhelm Fiedler, y después de entrar en contacto con Luigi Cremona, acabó sus estudios en la Universidad de Roma. El 1880 realizó una estancia en Alemania (Berlín y Leipzig), donde estudió con Felix Klein.
El 1881 fue nombrado profesor de la universidad de Padua, en la que permaneció el resto de su vida. También fue diputado en el Parlamento (1897-1900) y fue nombrado senador del Reino de Italia en 1904.
El invierno de 1911-1912 sufrió una fuerte gripe que le causó serios problemas circulatorios, pero todavía estuvo activo hasta el año de su muerte, en 1917.
A Veronese se le debe la construcción de una geometría que introduce de forma explícita segmentos infinitos e infinitesimales, creando así una geometría no-arquimediana. Su idea fundamental es que las configuraciones del espacio ordinario se obtienen como secciones de una configuración determinada de cualquier número de puntos de cualquier hiperespacio.
El 1891 publicó su principal obra: Fondamenti di geometría a più dimensioni e a più specie di unità rettilinee esposti in forma elementare, que fue seguida por una serie de artículos (en los que amplió y defendió sus puntos de vista) y por un libro, destinado a la enseñanza secundaria, escrito conjuntamente con Paolo Gazziniga: Elementi di geometría ad uso dei licei. En todos ellos defiende que la geometría es una ciencia mixta, construida en parte por premisas empíricas y en parte por postulados y axiomas. Estas ideas fueron fuertemente criticadas por Corrado Segre y Giuseppe Peano entre otros.

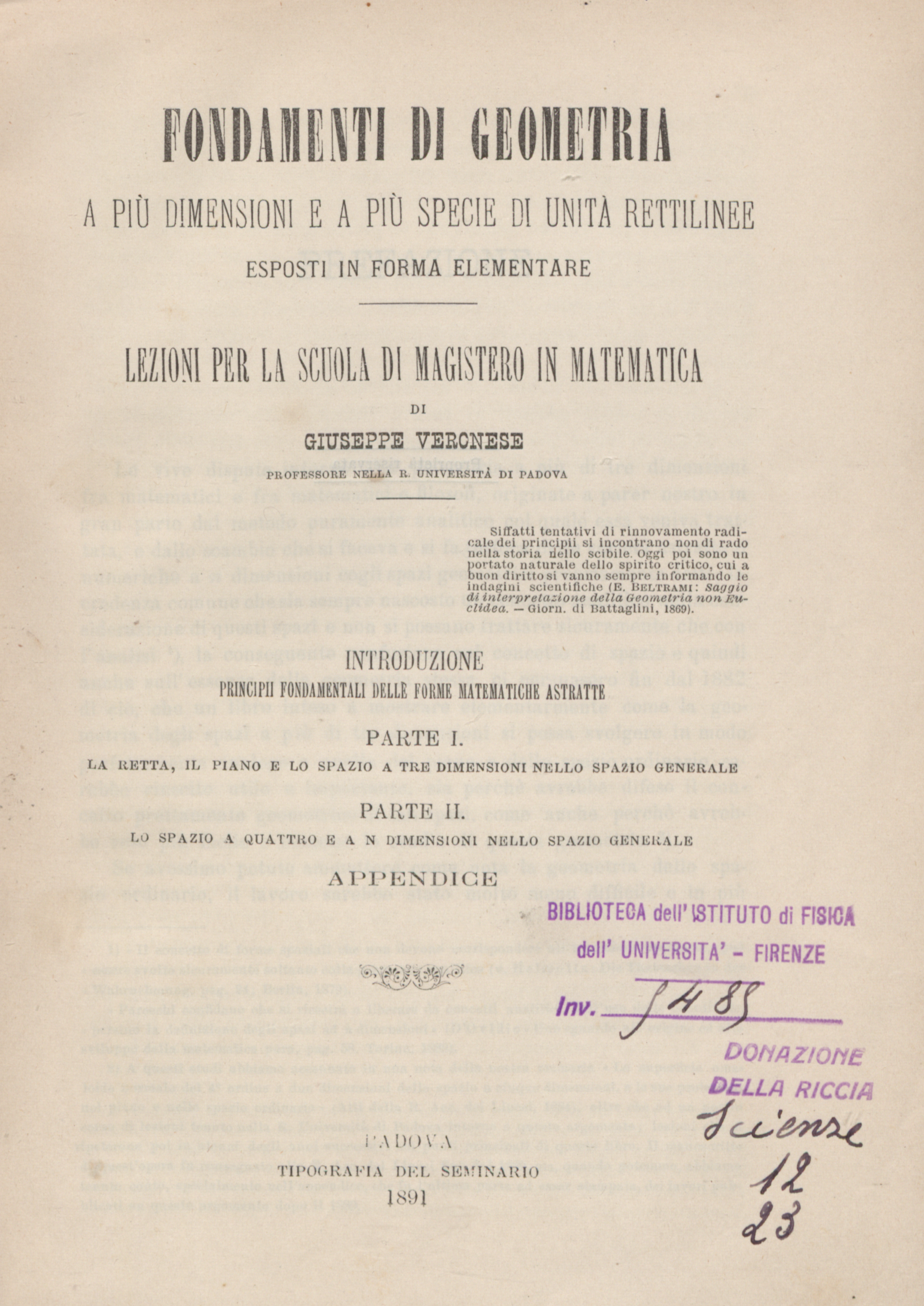
Fondamenti di geometría a piu dimensioni e a piu specie di unità rettilinee, 1891